# Елаур (Татарстан)
 Елаур (чув. Ялавӑр) — село в Нурлатском районе Татарстана. Административный центр Елаурского сельского поселения.

## Название
Название поселение происходит с чувашского слова Ялавăр - Знаменосец, Ялав - Знамя Рода.

## География
Находится в южной части Татарстана на расстоянии приблизительно 29 км на запад-северо-запад по прямой от районного центра города Нурлат у речки Тимерличка.

## История
Известно с 1710 года, упоминалось также как Микушкино. В начале XX века была церковь.

## Население
Постоянных жителей было: в 1782—111 душ мужcкого пола, в 1859—463, в 1897—838, в 1908—968, в 1920—1337, в 1926—964, в 1938—1110, в 1949—1010, в 1958—1048, в 1970 — 3223, в 1979—919, в 1989—582, в 2002 году 491 (чуваши 94 %), в 2010 году 436.